# ماكس مكافري
ماكس مكافري (بالإنجليزية: Max McCaffrey)‏ هو لاعب كرة قدم أمريكية أمريكي، ولد في 17 مايو 1994 في كاسل روك في الولايات المتحدة.

## وصلات خارجية
- ماكس مكافري على موقع مرجع كرة القدم المحترفة.كوم (الإنجليزية)